# Deutscher Verband für Telekommunikation und Medien
Der Deutsche Verband für Telekommunikation und Medien e.V. (DVTM) ist ein Interessenverband der an der Wertschöpfungskette Telekommunikation und Medien beteiligten Unternehmen. Sitz des Verbandes ist Bonn.
Der Verband vertritt die Interessen seiner 31 Mitgliedsunternehmen gegenüber Politik und Gesetzgeber, Ministerien, Bundesnetzagentur und EU-Kommission. Zu den Mitgliedern gehören Anbieter von Bettertainment-Services (Glücksspiele wie Sportwetten, Poker, virtuelle Automatenspiele und die Vermittlung von Online-Lotterien, sowie E-Sport), Diensteanbieter, Netzbetreiber, Serviceprovider, Reseller, technische Dienstleister, Medien- und Verlagshäuser sowie Consulting- und Inkassounternehmen.

## Organe des DVTM
Der ehrenamtliche Vorstand besteht derzeit aus vier Mitgliedern. Das operative Geschäft wird von einem hauptamtlichen Geschäftsführer geleitet.
| Funktion              | Name               | Unternehmen                          |
| --------------------- | ------------------ | ------------------------------------ |
| Vorstandsvorsitzender | Stefan Sulzbacher  | Sulzbacher Unternehmensberatung GmbH |
| Vorstand              | Benjamin Bidjanbeg | bet3000                              |
| Vorstand              | Sabine Fuxjäger    | Leovegas                             |
| Ehrenvorstandsvors.   | Renatus Zilles     | Converge Consulting                  |
| Geschäftsführer       | Kerstin Seyfert    |                                      |

## Think-Tank des DVTM
Unterstützt wird der DVTM durch einen ehrenamtlich und unabhängig agierenden „Think-Tank“ mit Persönlichkeiten aus den Bereichen Politik, Wirtschaft und Wissenschaft.
| Name                | Letzte aktuelle Funktion |
| ------------------- | --- |
| Detlef Eckert       | Global Policy Affairs, Huawei Technologies Co., Ltd., ehemaliger Direktor bei der Europäischen Kommission |
| Iris Henseler-Unger | Direktorin und Geschäftsführerin der WIK GmbH und Geschäftsführerin der WIK-Consult GmbH, ehemalige Vize-Präsidentin der Bundesnetzagentur |
| Karl-Heinz Neumann  | Senior Advisor WIK-Consult GmbH, ehemals Direktor und Geschäftsführer der WIK GmbH / WIK-Consult GmbH |
| Hans-Joachim Otto   | Rechtsanwalt und Notar, Mitglied des Deutschen Bundestages und Parlamentarischer Staatssekretär beim Bundeswirtschaftsminister a. D. |
| Wolf-Dieter Ring    | Rechtsanwalt, Präsident der Bayerischen Landeszentrale für neue Medien a. D. |
| Peter Schaar        | Vorsitzender der Europäischen Akademie für Informationsfreiheit und Datenschutz Berlin (EAID), Bundesbeauftragter für den Datenschutz und die Informationsfreiheit a. D. |
| Norbert Schneider   | Direktor Landesanstalt für Medien Nordrhein-Westfalen a. D. |
| Patrick Sensburg    | Mitglied des Deutschen Bundestags, Vorsitzender des Ausschusses für Wahlprüfung, Immunität und Geschäftsordnung, Mitglied im Ausschuss für Recht und Verbraucherschutz und im Parlamentarischen Kontrollgremium (PKGr), Mitglied des Ältestenrates des Deutschen Bundestages |
| Georg Serentschy    | International tätiger Berater, davor Chef der österreichischen Telekom-Regulierungsbehörde RTR und Vorsitzender der BEREC |
| Helmut Thoma        | Gründer von RTL Television, Aufsichtsratsvorsitzender der freenet AG, Medienberater |

## Aufgaben und Ziele
Ziel des Verbandes ist es nach eigenen Angaben, im Einklang mit Verbrauchern, Politik und Wirtschaft einen zukunftsorientierten, innovativen und wettbewerbsfähigen Telekommunikations- und Medienmarkt zu schaffen.
Der DVTM will Prävention und Selbstregulierung für neue innovative Geschäftsmodelle sowie die erfolgreiche Etablierung von selbstregulierenden und verbraucherschützenden Marktstandards erreichen.
Die Mitglieder agieren freiwillig im Rahmen des Kodex Deutschland für Telekommunikation und Medien, der vom DVTM herausgegeben wird. Der Kodex formuliert Branchenstandards und befähigt dazu, den Markt aktiv mitzugestalten. Er wird von einer Expertenkommission regelmäßig fortgeschrieben. Ein mit Telekommunikations-, Medien- und Regulierungsexperten besetzter Kodex-Beirat soll durch regelmäßigen Austausch sicherstellen, dass der Kodex inhaltlich aktuell und zeitnah Regelungsdefizite aufgreift und präventiv auf Entwicklungen des Marktes reagiert.

## Hintergrund
Der DVTM ging im Februar 2011 aus dem bereits 1997 gegründeten Verband Freiwillige Selbstkontrolle Telefonmehrwertdienste e.V. (FST) hervor. Der FST war ein Zusammenschluss vor allem von Content- und Diensteanbietern sowie Netzbetreibern und legte seinen Fokus insbesondere auf klassische Auskunfts- und Mehrwertdienste.
Aufgrund der zunehmenden Konvergenz von Telekommunikation und Medien sowie weiterer sich verändernder Rahmenbedingungen stellte sich der Verband thematisch breiter auf. Heute will sich der DVTM allen Themen widmen, die Unternehmen und Verbrauchern im konvergenten TK- und Medienmarkt begegnen.

## Themen des DVTM
Nachfolgend einige aktuell vom DVTM behandelte Themen und Inhalte:
- Glücksspiel- und Bettertainment-Themen:[6] Glücksspielstaatsvertrag (GlüStV) sowie Glücksspieländerungsstaatsvertrag (GlüÄndStV)
- Fortschreibung des Kodex Deutschland[7] für Telekommunikation und Medien
- Mobile Commerce: Zertifizierung von Apps[8]
- Erhalt des "Call-by-Call"- und "Preselection"-Marktes[9]
- Begleitung der Einführung des Zahlungsdiensteaufsichtsgesetz (ZAG II)[10]
- Standortpolitik: Digitalisierung,[11] Netzausbau (Glasfaser, 5G[12]) und Künstliche Intelligenz (KI)
- Mehrwertdienste-Rufnummern: marktgerechte Regulierung,[13] einheitliche und verbraucherfreundliche Preisgestaltung